# Villa Il Roseto (Firenze)
Villa Il Roseto si trova in via Pian dei Giullari 78 a Firenze. È nota soprattutto per il giardino che rappresenta una delle più complete creazioni di Pietro Porcinai.

## Storia
Il giardino viene realizzato tra il 1962 ed il 1965 da Pietro Porcinai per dei clienti affezionati, i Benelli, intorno ad una costruzione del XVI secolo, che venne modificata nella sua struttura e nei suoi rapporti con le pertinenze, trasformandone in maniera forte l'immagine complessiva. La casa era infatti originariamente sopraelevata rispetto al terreno circostante, a cui si raccordava mediante due scalinate; la costruzione della terrazza pensile portò il giardino al livello dell'abitazione, alterando le relazioni prospettiche e percettive tra la villa e il suo intorno.
L'iter progettuale per giungere alla complessa soluzione definitiva fu lungo ed impegnativo, come testimonia la serie progressiva dei disegni prodotti dallo Studio agli inizi degli anni Sessanta.
Il giardino del Roseto è tra le opere più conosciute di Porcinai e gode di una particolare fortuna critica, soprattutto all'estero, rappresentando la splendida sintesi tra una elegante modernità ed una orgogliosa tradizione. Molti hanno visto nel disegno nettissimo del Roseto l'eredità migliore del giardino formale italiano, accompagnata ad una perfezione tecnica e ad un uso spregiudicato del minerale e del vegetale che ne fanno un giardino assolutamente contemporaneo.

## Descrizione

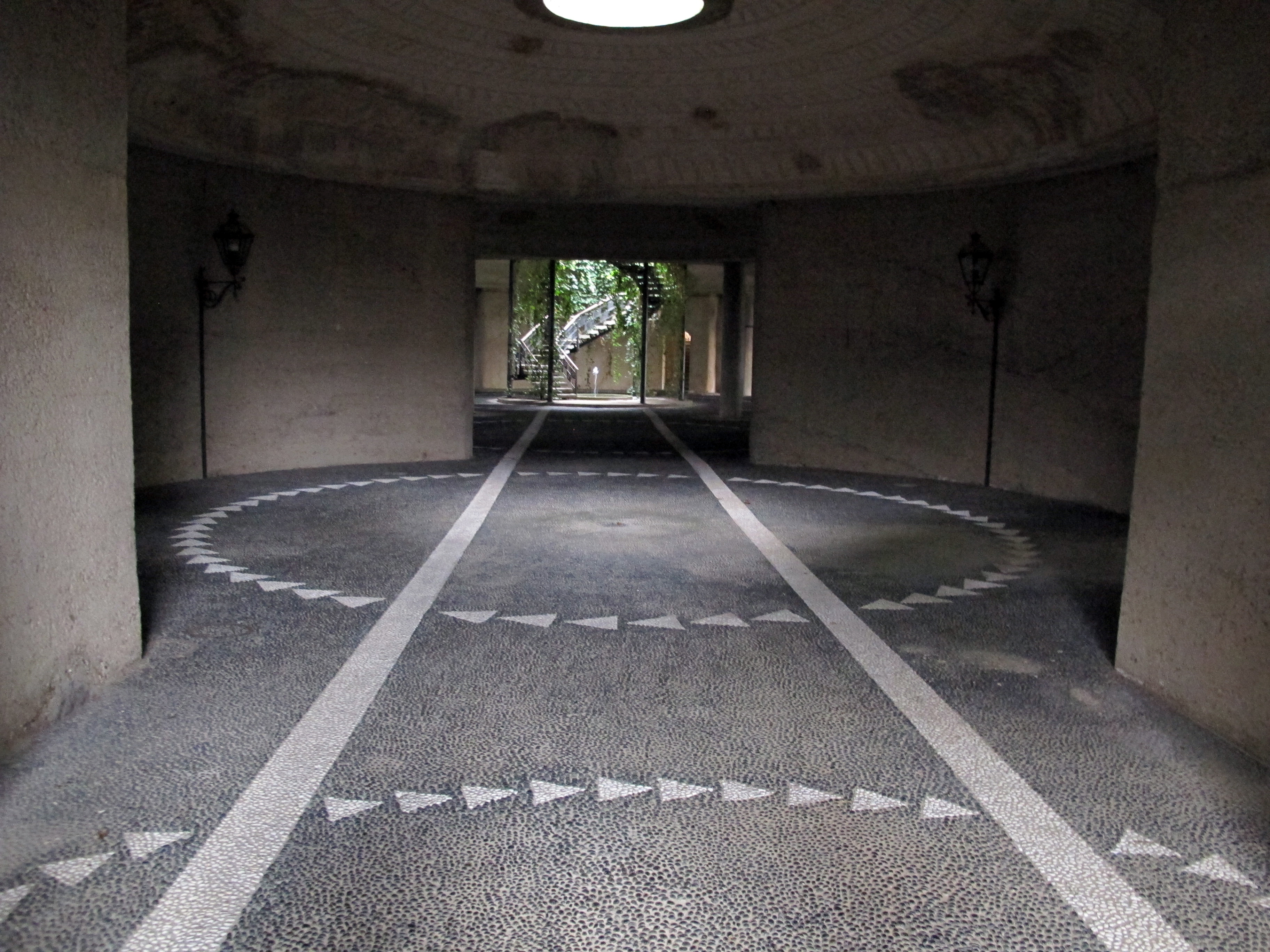
Il parcheggio

L'invenzione che caratterizza tutto il progetto è la costruzione del giardino pensile, in corrispondenza della facciata principale dell'abitazione. Rifacendosi agli schemi propri del giardino di villa rinascimentale, Porcinai individuò una parte formale, in relazione diretta con la casa padronale ed una parte agricola che si stempera, quasi senza soluzione di continuità, nella campagna circostante. La terrazza, vero e proprio belvedere aperto sul magnifico paesaggio, costituisce in realtà la copertura di un ampio ambiente sottostante che risponde a diverse funzioni. Lo spazio, coperto da ampie volte ribassate e sostenute da pilastri di cemento armato, diventa di volta in volta una zona di filtro per l'ingresso principale, un garage con diversi posti auto ed una sala per le feste, curata nei minimi particolari. Splendida la pavimentazione, in mosaico di ciottoli bianchi e neri, così come il trattamento delle superfici curvilinee, graffite con disegni essenziali, simili a quelli usati sugli intonaci dei muri nelle piccole strade vicino ad Arcetri. Il rapporto tra i due livelli, in un gioco sottile di richiami funzionali, materici e percettivi, è affidato ad alcune aperture circolari, inserite nel disegno formale della terrazza, che assicurano il passaggio di aria e luce. Una scala elicoidale, tradizionale nei materiali, ma modernissima nel disegno, protetta da una spessa siepe di Buxus sempervirens, dal disegno circolare, assicura il collegamento tra i piani, consentendo l'ingresso alla zona soprastante. Alla base della scala, dalla ringhiera in ferro lavorato, una fontana circolare in pietra serena conclude il disegno del "pozzo", tra piante rampicanti, ricadenti e fioriture da ombra.
Un altro elemento di rimando tra i due livelli è costituito da alcuni esemplari di Quercus ilex e Platanus acerifolia, che, piantati al livello inferiore, svettano con le chiome al di sopra della terrazza, creando un'abile illusione percettiva.
Nella realizzazione della terrazza Porcinai ha associato ai materiali e alle modalità colturali della tradizione (pavimentazioni di pietra arenaria subbiata, pavet di ciottoli, superfici erbose, ars topiaria) un disegno modernissimo e astratto, tutto costruito sugli infiniti rimandi alla forma circolare. La parte agricola è una citazione raffinata del paesaggio circostante: Olea europaea, Quercus ilex e Cupressus sempervirens si accompagnano agli arbusti aromatici della tradizione toscana e ad un roseto, pensato in accordo con il nome della proprietà. Il campo da tennis è protetto da una quinta di sempreverdi che ricorda le siepi formali dei giardini rinascimentali, mentre la piscina è inserita nel terreno ad una quota leggermente sopraelevata, ricavando inferiormente ad essa, gli spogliatoi.

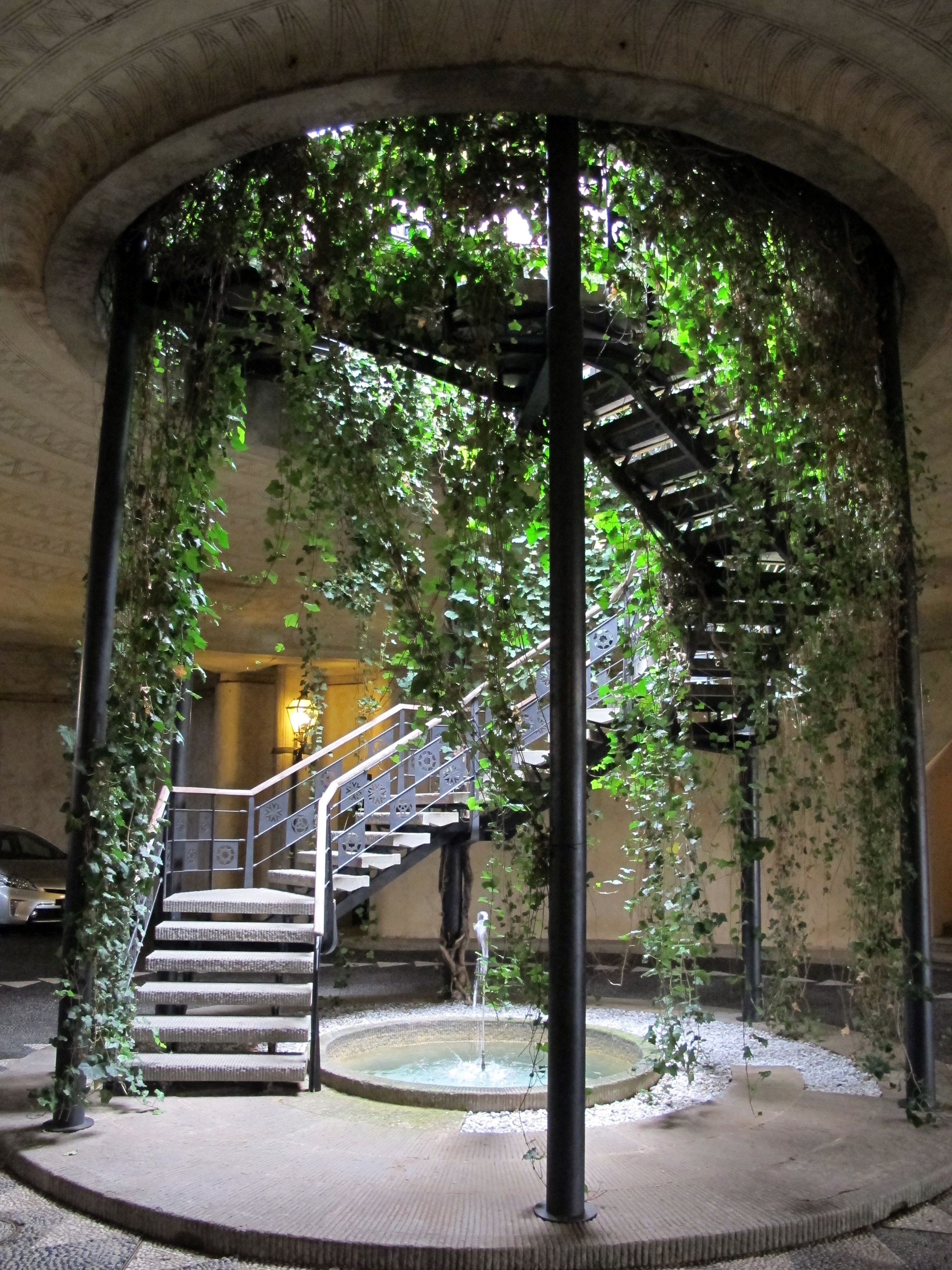
Scalinata

La costruzione del giardino pensile proietta lo sguardo dell'osservatore, dall'abitazione padronale verso l'esterno, fino a raggiungere i campanili e le guglie del centro storico di Firenze, prima individuabili difficilmente, soltanto da punti di vista privilegiati. Il complesso si inserisce con grazia nel paesaggio circostante, minimizzando l'impatto degli elementi più forti, come il campo da tennis e la piscina, accuratamente schermati con barriere vegetali e giochi di livello ed occultati così, con garbo, alla vista esterna, vicina e lontana.